# Félicia Gallo
Félicia Gallo (ur. 5 stycznia 1996) – francuska zapaśniczka walcząca w stylu wolnym. Srebrna medalistka mistrzostw śródziemnomorskich w 2018. Wicemistrzyni Europy juniorów w 2016 roku.
Wicemistrzyni Francji w 2016 i trzecia w 2014, 2015, 2017 i 2017 roku.